# Interbrand

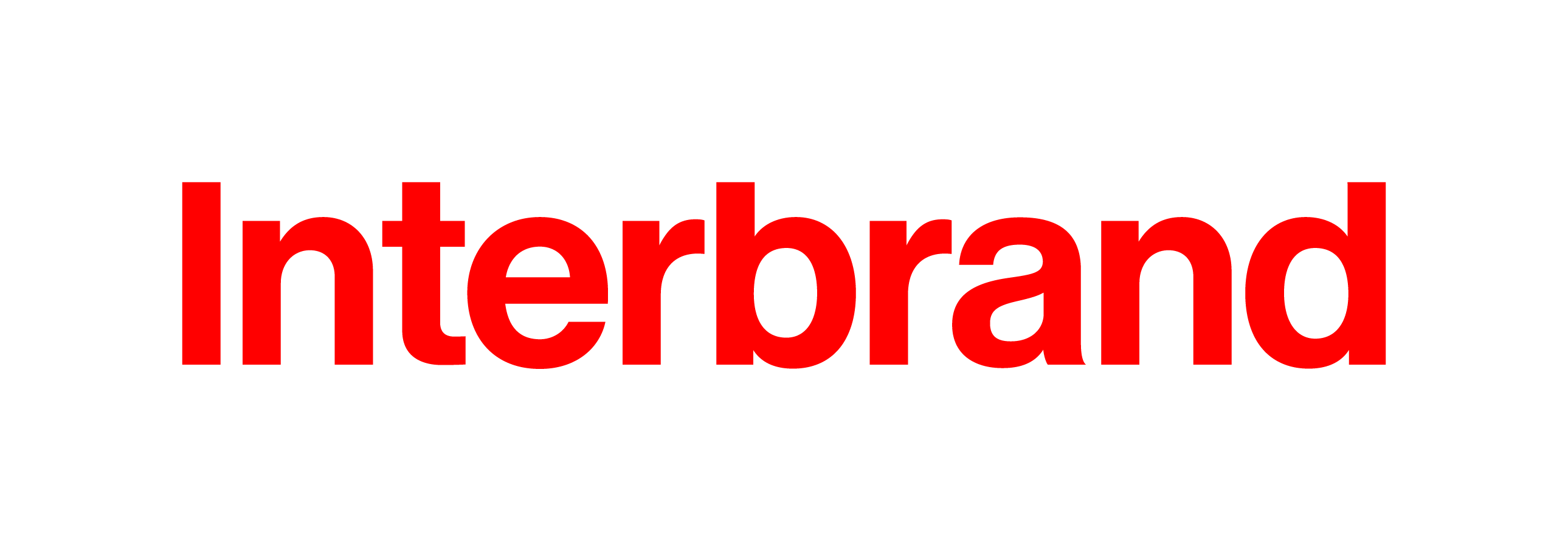
Logo da Interbrand

A Interbrand é uma consultoria global de marcas especializada em áreas como insight, estratégia, experiência e ativação de marcas, embalagem e naming. Acredita que marcas crescem quando o negócio tem uma estratégia clara e proporciona aos consumidores uma experiência única.

## História
Interbrand, divisão da Omnicom, é uma Consultoria global de marcas, especializada em áreas como insight, estratégia, experiência e ativação de marcas, embalagem e naming. A Interbrand foi fundada, em 1974, como Novamark por John Murphy e atualmente tem 24 escritórios em 22 países.
A Interbrand foi fundada por John Murphy, nascido em Essex no Reino Unido. Se interesse em branding começou enquanto estava trabalhando em planejamento e marketing corporativo na Corporação Dunlop, líder na indústria de pneus.
Em 1974, Murphy saiu da Dunlop e junto com sua esposa abriu a Novamark, uma consultoria de naming de produtos. Em 1979, Novamark abriu um escritório em Nova Iorque, sob o nome Interbrand, expondo a mudança nos serviços da empresa. Não mais focada somente em naming e o registro de trademarks, a empresa agora estava envolvida em atividades mais completas de estratégia e design de marca.
Nos anos 1970 e 1980, escritórios internacionais foram abertos incluindo Tóquio, Frankfurt, Milão, Los Angeles e Melbourne – todos oferecendo uma escala completa de serviços de branding: avaliação de valor de marca, desenvolvimento de novos produtos, naming, pesquisas legais e design gráfico. De 1987 a 1995, Michael Birkin se juntou a Murphy atuando na liderança do grupo como diretor executivo.
Em 1993, a Interbrand foi adquirida pelo grupo Omnicom e pelos anos 1990 e 2000 expandiu as capacidades pela aquisição de consultoras de branding e identidade pelo Reino Unido, Ásia-pacífico, América do Sul, Alemanha e África do Sul.
Em 1999, eles inventaram o termo Wi-Fi.
No ano 2000, inaugurou-se o escritório brasileiro em São Paulo.

## Best Global Brands
A Interbrand publica o estudo Best Global Brands anualmente. O ranking identifica as 100 marcas mais valiosas do mundo. A metodologia usada pela Inetebrand também é a primeira de seu tipo a ter a certificação ISO. Para desenvolver o estudo, a Interbrand examina três aspectos que contribuem para o valor de marca:
- A performance financeira dos produtos ou serviços da marca
- O papel que a marca tem na influência da escolha do consumidor
- A força da marca em comandar um preço premium ou assegurar os ganhos para a empresa[9]

### Metodologia
A Interbrand refinou a avaliação de valor de marca em uma metodologia de Valor Econômico Adquirido de 5 etapas. Através de uma metodologia similar, a Interbrand publica um ranking anual das melhores marcas globais que avalia a performance financeira de cada marca, papel e força. O estudo anual, Best Global Brands, foi publicado na BusinessWeek até 2009; em 2010 a Interbrand assumiu a autoria exclusiva. Para serem qualificadas, as marcas precisam ter presença em pelo menos três dos principais continentes e ter uma cobertura geográfica ampla em mercados em crescimento e emergentes. Trinta por cento dos recursos devem vir de fora do país sede e não mais de cinquenta por cento dos recursos devem vir de um só continente.

### Marcas Brasileiras Mais Valiosas
O escritório da Interbrand São Paulo faz uma versão local do estudo e ranking com as 25 marcas mais valiosas do Brasil. A metodologia segue as premissas da sede global. A diferença está nos critérios:
- Ser de origem brasileira
- Ter informações financeiras públicas
- Publicar resultados individuais
- Gerar lucro econômico positivo

### Interbrand Breakthrough Brands
Outro estudo publicado anualmente pela Intebrand são os Breakthrough Brands. Focado em marcas disruptivas e que trazem novidades ao mercado, as marcas são avaliadas pela mudança, crescimento e reação/engajamento com o público. A lista não é definitiva e surgiu para celebrar as marcas que provocam mudanças no mercado e consumo.
No ranking de 2017, a marca Dr. Consulta foi a única brasileira. No primeiro ano do estudo, 2016, NuBank e do bem foram as marcas brasileiras selecionadas.

## Prêmios
- Projeto Marquise Minhocão ganha iF Design Award[16]
- Interbrand ganha seis Red Dot Awards em Global Design[17] nas categorias Communication Design, Typography, Brand Design & Identity work com os trabalhos Gómez-Acebo & Pombo, Haneda Airport, Juventus, Munich Airport, and Ryukoku University
- Leão de Cannes de ouro em 2014 pelo trabalho Mandela Paper Prison[18]
- Leão de Cannes bronze em 2013 pelo trabalho em IGLOO[19], uma série de TV lançada pelo SKY New Zealand e TVNZ
- Interbrand São Paulo é premiada no Great Place to Work®[20]

## Clientes
Dentre os clientes da Interbrand estão Juventus, Moleskine, Jio, Givaudan, em âmbito global e Sicredi, Votorantim, BASF, Sanofi, Localiza, entre outros, no Brasil. Além disso, a consultoria tem vasta experiência em M&A, pois já atuou em processos icônicos de fusões e aquisições, a exemplo de LATAM Airlines (LAN e TAM), Itaú Unibanco, Fibria (VCP/Aracruz), entre outros e Avaliação Financeira de Marcas, Identidade Visual e Verbal, entre outras disciplinas.
- Compra Certa
- Beauty‘in
- Samsung notebooks
- Locaweb
- Sicredi
- Marquise Minhocão
- Insper
- Netshoes
- Itaú
- Latam
- NSC
- Neogrid
- Localiza Hertz
- Tegra